# Piranga (gen)
Piranga  este un gen de păsări mult timp încadrat în familia tangarelor, dar considerat în prezent membru al familiei Cardinalidae. Denumirea genului Piranga provine din cuvântul din limba tupi tijepiranga, numele unei păsări mici necunoscute.

## Taxonomie
Genul Piranga a fost introdus de ornitologul francez Louis Pierre Vieillot în 1808, specia tip fiind tanagara de vară (Piranga rubra). Genul conține 11 specii:
- Piranga bidentata – tanagara cu spate dungat
- Piranga erythrocephala – tanagara cu cap roșu
- Piranga hepatica – tanagara cărămizie
- Piranga lutea – tangara montană
- Piranga flava – tangara roșie
- Piranga leucoptera – tangara cu aripi albe
- Piranga ludoviciana – tangara occidentală
- Piranga olivacea – tangara stacojie
- Piranga roseogularis – tangara cu gât roz
- Piranga rubra – tanagara de vară
- Piranga rubriceps – tanagara cu glugă roșie

## Galerie

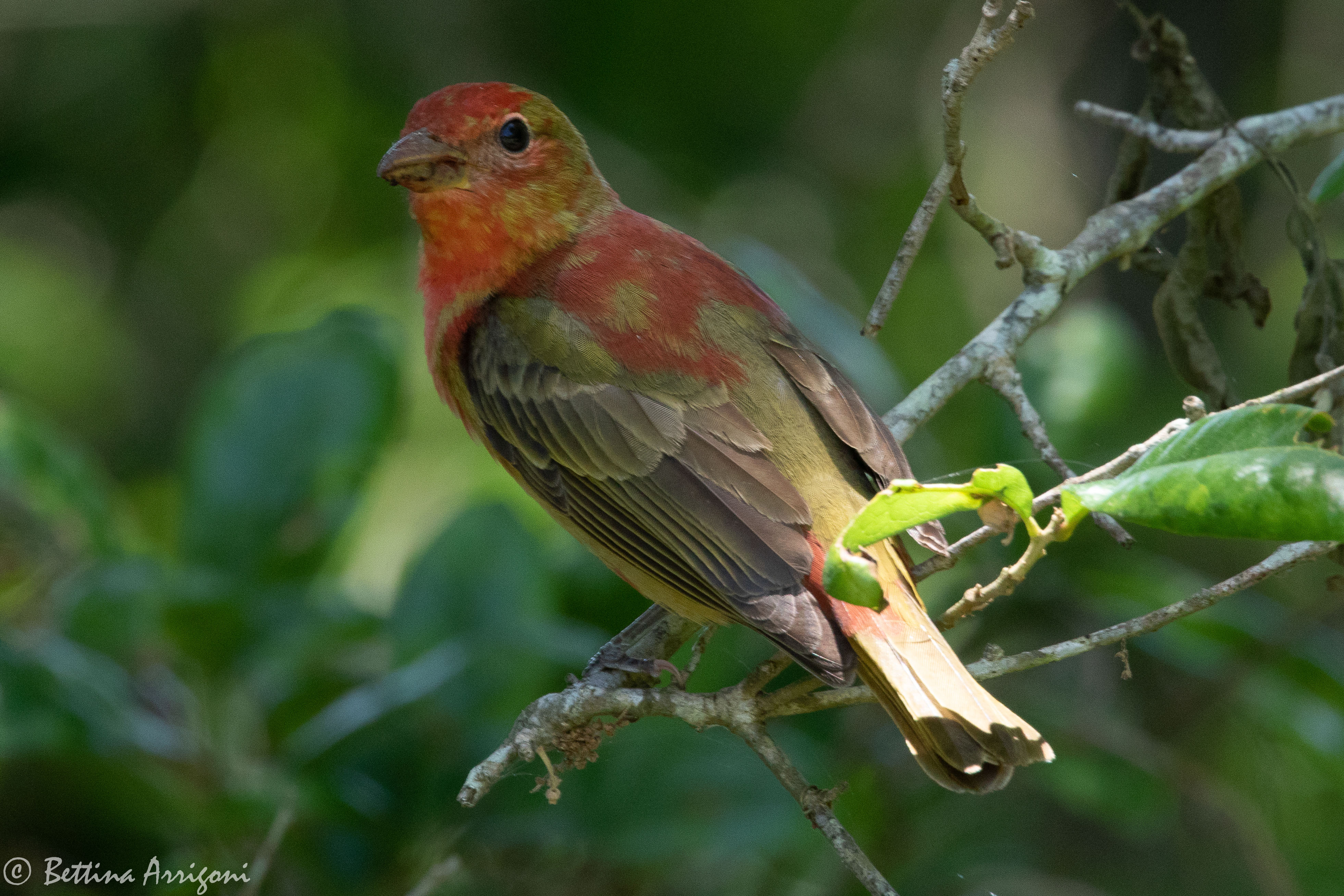
Tangara de vară
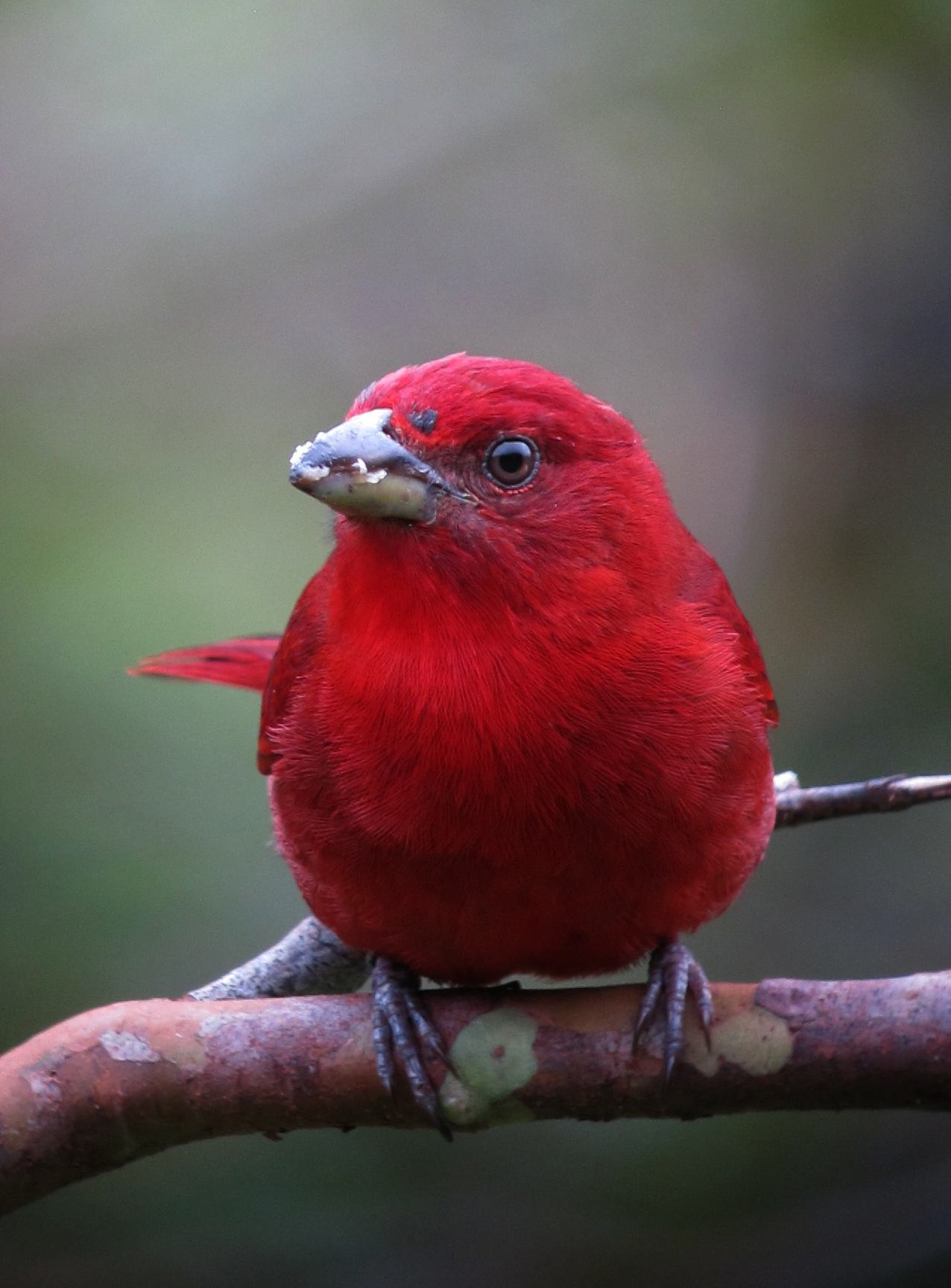
Tangara roșie
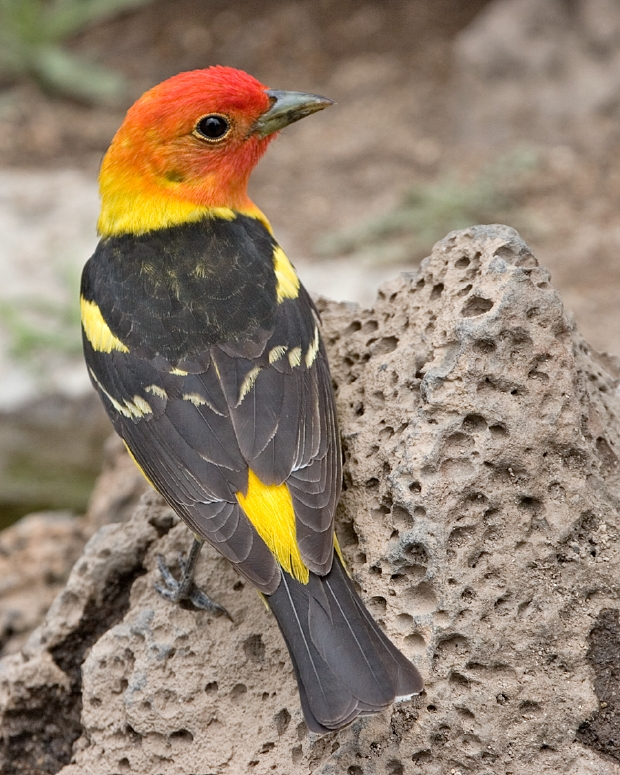
Tangara occidentală
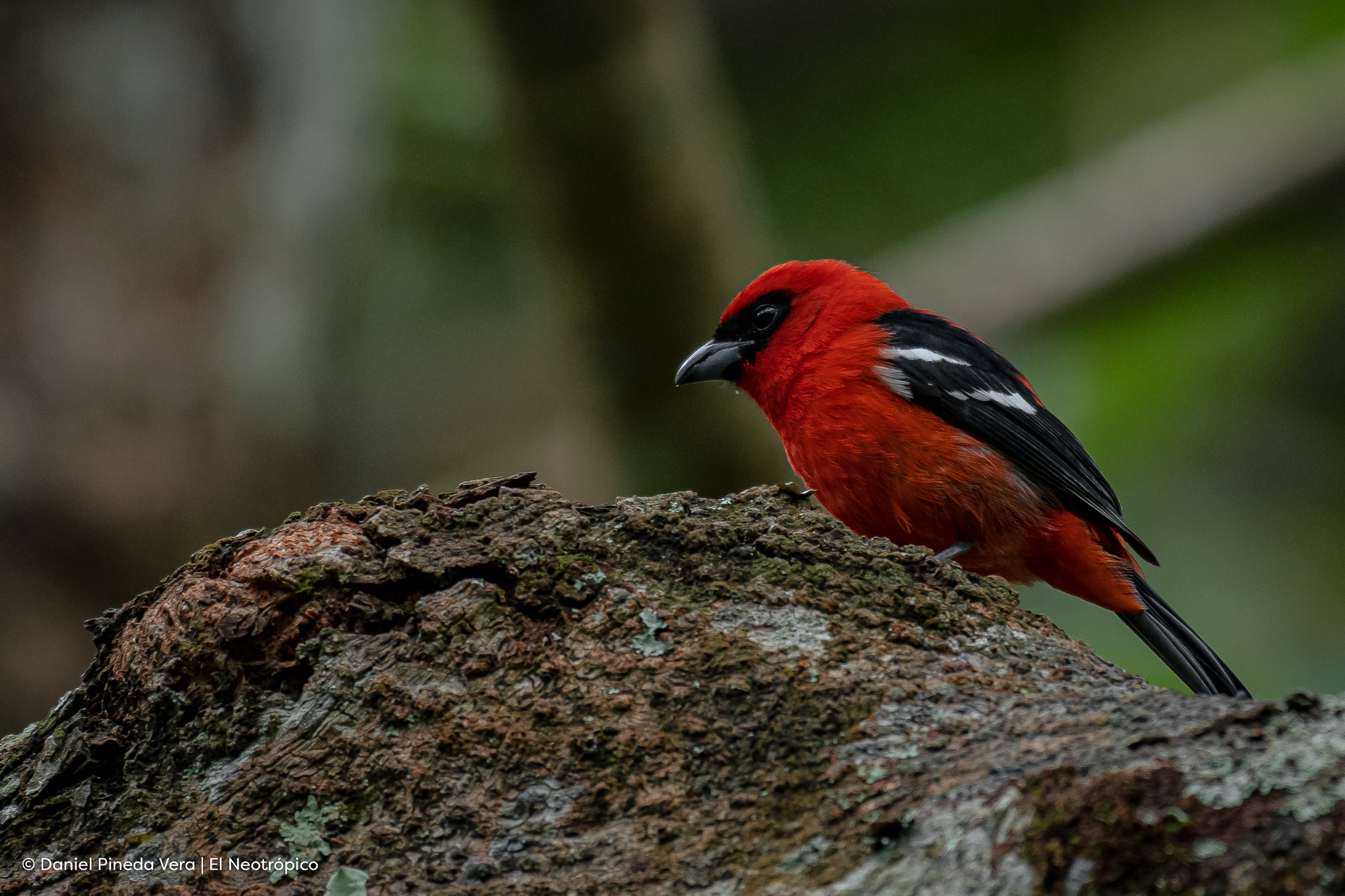
Tangara cu aripi albe